# Myrmecophilus baronii
Myrmecophilus baronii är en insektsart som beskrevs av Baccetti 1966. Myrmecophilus baronii ingår i släktet Myrmecophilus och familjen Myrmecophilidae. Inga underarter finns listade i Catalogue of Life.